# Melani
Melani je žensko osebno ime.

## Izvor imena
Ime Melani je različica ženskega osebnega imena Melanija.

## Pogostost imena
Po podatkih Statističnega urada Republike Slovenije je bilo na dan 31. decembra 2007 v Sloveniji število ženskih oseb z imenom Melani: 195.

## Osebni praznik
Osebe z imenom Melani lahko godujejo takrat kot osebe z imenom Malanija.